# فرودگاه صحرایی هوپشتدتن-ویسباخ
فرودگاه صحرایی هوپشتدتن-ویسباخ (به انگلیسی: Hoppstädten-Weiersbach Airfield) یک فرودگاه همگانی است که یک باند فرود آسفالت دارد و طول باند آن ۶۷۰ متر است. این فرودگاه در کشور آلمان قرار دارد و در ارتفاع ۳۳۳ متری از سطح دریا واقع شده‌است.